# Схоли
Схолите (ед. ч Схола) (на старогръцки: Σχολαὶ, Scholai; на латински: Scholae Palatinae; на английски: "Palatine Schools") са късноримско елитни гвардейски подразделения. След победата при Битката на Милвийския мост на 28 октомври 312 г. Константин Велики расформирал преторианците. Вместо тях се образува по-лоялният гвардейски корпус от 10 000 схоларии. По ранг те са по-висши от палатините. След тях по ранг стояли пограничните лимитани (limitanei).
През 7 век те стават парадна стража.

### Списък наscholaeотNotitia Dignitatum
В Западната Римска империя
- Scola scutariorum prima
- Scola scutariorum secunda
- Scola armaturarum seniorum
- Scola gentilium seniorum
- Scola scutatorum tertia

В Източната Римска империя
- Scola scutariorum prima
- Scola scutariorum secunda
- Scola gentilium seniorum
- Scola scutariorum sagittariorum
- Scola scutariorum clibanariorum
- Scola armaturarum iuniorum
- Scola gentilium iuniorum

### Известни схоларии
- Свети Сергий и Бакх, офицери в schola gentilium на император Максимиан
- Свети Мартин от Тур, офицер в scholae на Цезар Юлиан
- Малобавд, франкски крал, tribunus armaturarum, magister militum
- Клавдий Силван, франкски трибун и узурпатор
- Бакурий, принц на Кавказка Иберия, tribunus sagittariorum в битка при Адрианопол
- Касио, tribunus scutariorum участва в битка при Адрианопол
- Юстиниан I, candidatus през 518 г.